# Leonie Küngová
Leonie Küngová (* 21. října 2000 Beringen, Schaffhausen) je švýcarská profesionální tenistka. Ve své dosavadní kariéře na okruhu WTA Tour nevyhrála žádný turnaj. Jednu deblovou trofej získala v sérii WTA 125K. V rámci okruhu ITF získala devět titulů ve dvouhře a deset ve čtyřhře.
Na žebříčku WTA byla ve dvouhře nejvýše klasifikována v září 2020 na 144. místě a ve čtyřhře v červenci 2021 na 220. místě.

## Tenisová kariéra
V rámci hlavních soutěží událostí okruhu ITF debutovala v červnu 2015, když na turnaji v Tel Avivu s dotací 10 tisíc dolarů postoupila z kvalifikace. Ve čtvrtfinále dvouhry podlehla Belgičance Helen Scholsenové z osmé světové stovky. Premiérový titul v této úrovni tenisu vybojovala v listopadu 2017 na osloské události s rozpočtem patnáct tisíc dolarů. Ve finále dvouhry přehrála Italku Giulii Gatto-Monticoneovou a s Němkou Shaline-Doreen Pipovou triumfovala i ve čtyřhře.
Na okruhu WTA Tour debutovala ve čtyřhře Ladies Open Biel Bienne 2017 poté, co s krajankou Ylenou In-Albonovou obdržely divokou kartu. V úvodním kole však prohrály s pozdějšími šampionkami Sie Šu-wej a Monicou Niculescuovou. Na divokou kartu zasáhla také do kvalifikace bielské dvouhry, v níž nestačila na Nizozemku Lesley Kerkhoveou. Hlavní singlové soutěže se poprvé zúčastnila na antukovém Ladies Championship Gstaad 2018 díky divoké kartě. V první fázi ji vyřadila švédská turnajová dvojka Johanna Larssonová.
Na juniorském grandslamu prošla z kvalifikace až do finále juniorské dvouhry Wimbledonu 2018. Z něho však odešla poražena od 17leté Polky Igy Świątekové ve dvou setech.
Premiérové finále na túře WTA odehrála v 19 letech na únorovém Thailand Open 2020 v Chua Chinu, když se do hlavní soutěže probojovala z kvalifikace. Na cestě do závěrečného utkání turnaje na její raketě skončily Thajka Patčarin Čeapčandejová, světová sedmdesátka Ču Lin, dvacátá sedmá hráčka žebříčku Wang Čchiang a v semifinále Japonka Nao Hibinová. V boji o titul podlehla ve dvou sadách polské čtyřicáté druhé ženě klasifikace Magdě Linetteové. Švýcarka odehrála teprve druhou hlavní soutěž okruhu WTA Tour a nikdy předtím na ní nevyhrála zápas ani neporazila členku elitní stovky. Po turnaji pronikla ze třetí světové stovky na 156. místo klasifikace.

## Finále na okruhu WTA Tour

### Dvouhra: 1 (0–1)
| Legenda                           |
| --------------------------------- |
| Grand Slam (0)                    |
| Turnaj mistryň (0)                |
| Premier Mandatory & Premier 5 (0) |
| Premier (0)                       |
| International (0–1)               |

| Stav       | č. | datum          | turnaj             | povrch | soupeřka ve finále | výsledek |
| ---------- | -- | -------------- | ------------------ | ------ | ------------------ | -------- |
| Finalistka | 1. | 16. února 2020 | Chua Chin, Thajsko | tvrdý  | Magda Linetteová   | 3–6, 2–6 |

## Finále série WTA 125

### Čtyřhra: 1 (1–0)
| Legenda        |
| -------------- |
| WTA 125 (1–0 ) |

| Stav    | č. | datum         | turnaj          | povrch | spoluhráčka         | soupeřky ve finále                    | výsledek         |
| ------- | -- | ------------- | --------------- | ------ | ------------------- | ------------------------------------- | ---------------- |
| Vítězka | 1. | červenec 2021 | Båstad, Švédsko | antuka | Mirjam Björklundová | Tereza Mihalíková Kamilla Rachimovová | 5–7, 6–3, [10–5] |

## Tituly na okruhu ITF
| Kategorie okruhu ITF | Kategorie okruhu ITF |
| -------------------- | -------------------- |
| Turnaje W100         | Turnaje W80          |
| Turnaje W75/W60      | Turnaje W50/W40      |
| Turnaje W35/W25      | Turnaje W15/W10      |

### Dvouhra (9 titulů)
| Č. | datum         | turnaj                           | kategorie | povrch    | soupeřka ve finále   | výsledek      |
| -- | ------------- | -------------------------------- | --------- | --------- | -------------------- | ------------- |
| 1. | listopad 2017 | Oslo, Norsko                     | W10       | tvrdý (h) | Simona Waltertová    | 6–4, 6–4      |
| 2. | leden 2018    | Fort-de-France, Martinique       | W15       | tvrdý     | Emily Appletonová    | 6–4, 2–6, 6–4 |
| 3. | prosinec 2018 | Monastir, Tunisko                | W15       | tvrdý     | Chiara Schollová     | 6–2, 6–1      |
| 4. | prosinec 2018 | Monastir, Tunisko                | W15       | tvrdý     | Bojana Marinkovićová | 6–2, 6–4      |
| 5. | prosinec 2019 | Antalya, Turecko                 | W15       | tvrdý     | Georgia Crăciunová   | 6–2, 6–4      |
| 6. | duben 2023    | Kursumlijska Banja, Srbsko       | W15       | antuka    | Lavinia Tanasieová   | 7–6(7), 6–1   |
| 7. | duben 2023    | Kursumlijska Banja, Srbsko (2)   | W15       | antuka    | Lavinia Tanasieová   | 6–3, 6–2      |
| 8. | únor 2024     | Wesley Chapel, Spojené státy     | W35       | antuka    | Sophie Changová      | 6–4, 3–6, 6–3 |
| 9. | březen 2024   | Santa Margherita di Pula, Itálie | W35       | antuka    | Sapfo Sakellaridiová | 6–4, 6–4      |

### Čtyřhra (10 titulů)
| Č.  | datum         | turnaj                                | kategorie | povrch    | spoluhráčka           | poražené finalistky                               | výsledek              |
| --- | ------------- | ------------------------------------- | --------- | --------- | --------------------- | ------------------------------------------------- | --------------------- |
| 1.  | listopad 2017 | Oslo, Norsko                          | W10       | tvrdý (h) | Shaline-Doreen Pipová | Ina Kaufingerová Anette Munozovová                | 6–4, 5–7, [10–3]      |
| 2.  | září 2018     | Clermont-Ferrand, Francie             | W10       | tvrdý (h) | Isabella Šinikovová   | Manon Arcangioliová Shérazad Reixová              | 6–2, 7–5              |
| 3.  | listopad 2022 | Solarino, Itálie                      | W15       | Carpet    | Lian Tranová          | Giulia Crescenziová Miriana Tonová                | 6–2, 6–2              |
| 4.  | listopad 2022 | Lousada, Portugalsko                  | W15       | tvrdý (i) | Océane Babelová       | Celia Cerviño Ruizová Tess Sugnauxová             | 7–6(7–3), 5–7, [10–2] |
| 5.  | únor 2023     | Monastir, Tunisko                     | W15       | tvrdý     | Chantal Sauvantová    | Tilwith Di Girolamiová Patricija Paukštytė        | 7–5, 6–2              |
| 6.  | únor 2023     | Monastir, Tunisko                     | W15       | tvrdý     | Nahó Satóová          | Eleni Christofiová Paris Corleyová                | 6–2, 6–1              |
| 7.  | květen 2023   | Pörtschach, Austria                   | W15       | antuka    | Chantal Sauvantová    | Valerija Olianovská Linda Ševčíková               | bez boje              |
| 8.  | červenec 2023 | Santo Domingo, Dominikánská republika | W25       | antuka    | Xenija Laskutovová    | Noelia Bouzo Zanottiová Martina Capurro Tabordová | 6–4, 3–6, [10–3]      |
| 9.  | leden 2024    | Naples, Spojené státy                 | W35       | antuka    | Marie Benoîtová       | Majuka Aikawová Sü Ťie-jü                         | 6–7(6), 6–2, [10–8]   |
| 10. | červenec 2024 | Řím, Itálie                           | W75       | antuka    | Vasanti Šindeová      | Matilde Paolettiová Beatrice Ricciová             | 4–6, 6–4, [10–7]      |

## Finále na juniorském Grand Slamu

### Dvouhra juniorek: 1 (0–1)
| Stav       | rok  | turnaj    | povrch | soupeřka ve finále | výsledek |
| ---------- | ---- | --------- | ------ | ------------------ | -------- |
| Finalistka | 2018 | Wimbledon | tráva  | Iga Świąteková     | 4–6, 2–6 |